# Алёша (художник)
Алёша (укр. Альоша, нем. Aljoscha, настоящее имя — Алексей Потупин; 15 июля 1974) — современный украинский художник и скульптор, известный в первую очередь своими концептуальными инсталляциями и объектами, базирующихся на идеях биоизма, биофутуризма и биоэтического аболиционизма. В будущем, считает автор, художники как биологи будут работать с живыми веществами, создавать новые формы жизни и разрабатывать новую этику.

## Биография
Алёша родился в 1974 году в городе Лозовая, УССР, сейчас Украина.
Образование получил в Дюссельдорфской Академии Искусств (2001—2002 класс Конрада Клапека (Konrad Klapheck)) и в Международной Летней Академии искусств в Зальцбурге (2006 класс Ширин Нешат).
С 2003 живет и работает в Дюссельдорфе.

## Творчество
Художник известен, в первую очередь, своими концептуальными инсталляциями и объектами, базирующихся на идеях биоизма, биофутуризма и биоэтического аболиционизма. В будущем, считает автор, художники как биологи будут работать с живыми веществами, создавать новые формы жизни и разрабатывать новую этику. Его творчество является неким симбиозом изобразительного искусства и науки. Его, по собственным словам, интересует не связь между уже существующим знанием, предлагаемым нам наукой и окружающей нас визуальной культурой, а приоткрываемые ею будущие возможности и опции, биофутуризм.
Объекты Алёши являются в его художественной системе живыми организмами; многие из них обречены в городском пространстве на гибель. Биоизм — направление современной эстетики познания и создания форм живого, является тем направлением, которое разрабатывает художник, он нацелен на эстетику будущего. Названием одного из его проектов было слово «Биоэтика», что по его мнению включает «и эстетику, и свободу восприятия, и право на свободу высказывания о жизни и смерти, о добре и зле, о прекрасном и безобразном. Очень скоро биоэтика, по его мнению, заменит нормативную этику, политику, религию и прочее». Из-за неизбежного появления новых форм жизни, вероятней всего, произойдут изменения в искусстве, и они позволят художникам влиять на процесс рождения и выращивания новых биологических форм, а также превращать музеи и галереи в сады. «Объекты экспозиции подчиняются биотическими факторами, влияют друг на друга как формы живых организмов и представляют зрителю новое понятие эстетики, красоты и атмосферности». Особенностью автора является вариативность и многообразие предпочитаемых материалов, например то, что в отличие от коллег, предпочитающих природные живые материалы, создает «природные формы» чаще всего непосредственно из краски, нанося ее микродозами на объект, как бы выращивая их, из акрила или акрилового пластика.
В интервью 2016 года Алёша рассказывает, что: «сейчас меня особенно интересует идея счастья как психобиологического состояния и глобального избавления человечества от страданий, как эстетический путь работы с этой проблематикой, но не описание счастья как такового».
Одним из проектов Алёши в 2016 году, под названием «Iconoclasm and Bioism» («Иконоборчество и биоизм»), было путешествие по его родине Украине, где он занимался фотодокументацией последствий ленинопада, фотографируя руины скульптур вместе со своими «существами» (сделанными из силикона объектами). «Я помещал свои объекты внутрь Ленина. В нем они живут, вегетируют, произрастают», рассказал художник журналисту. По его мнению, одной из самых впечатляющих получилась инсталляция в городе Гуляйполе в Запорожской области, откуда родом Батька Махно: «там я нашел Ленина лежащим практически в поле. Торс и через сто метров — голова. Это абсолютный сюрреализм». Большинство силиконовых объектов он оставил на месте съемок как действующую инсталляцию, хоть без каких-либо ожиданий, что они сохранятся достаточное время.

Несанкционированные акции и интервенции — один из любимых художественных приемов художника. Эти инсталляции в открытом пространстве устраиваются Алешей «нелегально». Позже объекты забирают госслужбы или полиция, либо же просто горожане. 

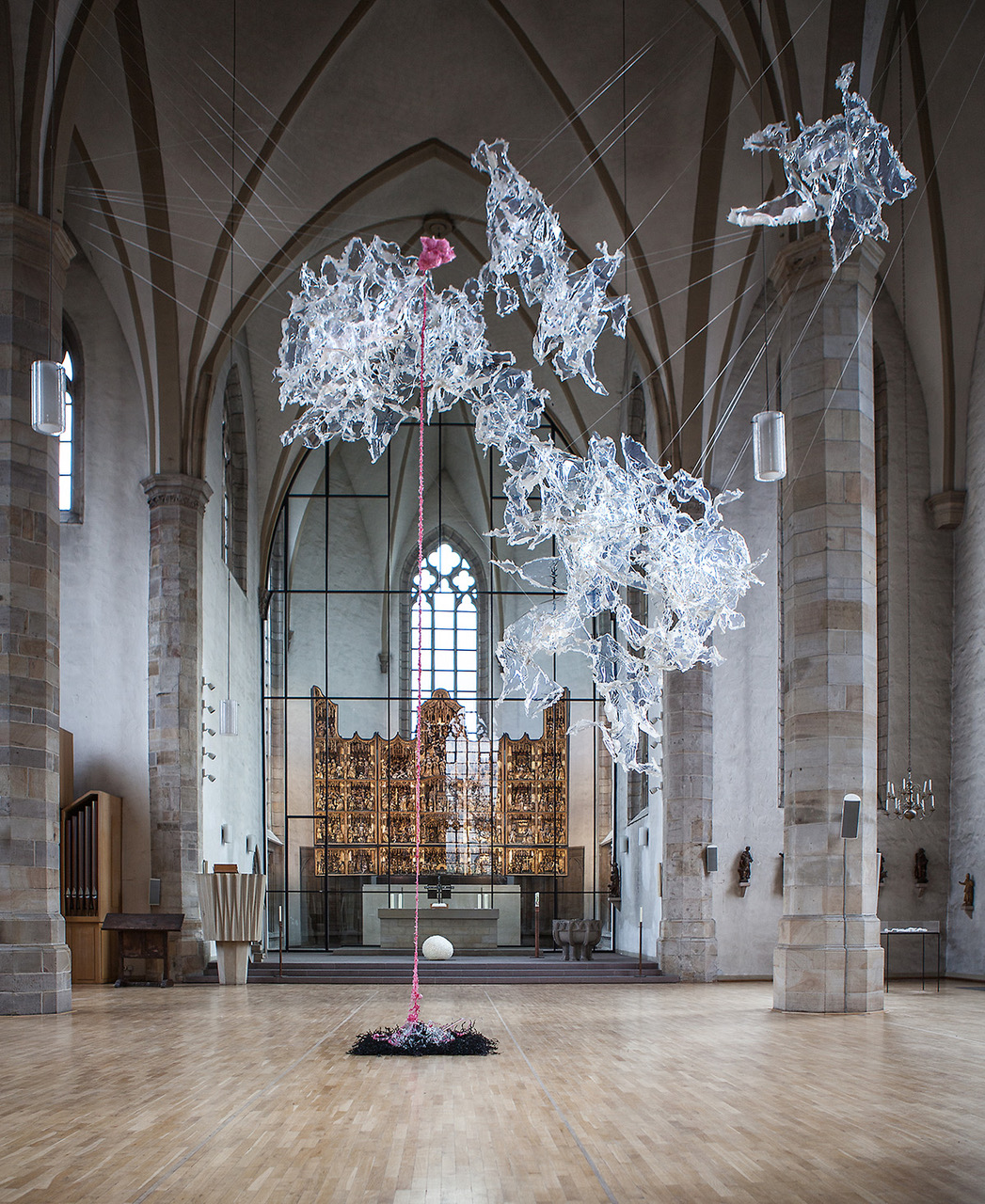
Инсталляция художника Алёши в церкви святого Петра (Дортмунд, Германия).

В интерьерах автора интересует процесс изменения выставочного пространства и создание контраста между статичным интерьером XIX века и динамичным обликом «оживших» синтетических материалов.
Алёша намеренно не дает своим произведениям названий, чтобы не ограничивать этим воображение зрителя. Задача автора — дать зрителю полную свободу от параллелей с уже знакомым, виденным ранее, существующим, чтобы тот мог ощутить работу непредвзято, воистину свободно.

### Награды и номинации
- В 2008 году получил первую премию в номинации скульптура «XXXV Premio Bancaja»[13] (Валенсия, Испания), в 2009 — премию Schlosspark[14] (Кёльн, Германия).
- В 2010 получил грант Karin Abt-Straubinger Stiftung[15] (Штутгарт, Германия) на реализацию инсталляционного проекта «Биоизм выкорчевывает тополь».
- Был номинирован на следующие стипендии: 2010 Hybridartprojects в Эль Зонте, Эль Сальвадор; 2011 Kunstgarten Грац, Австрия; 2012 The University’s Museum of Contemporary Art (Мехико) в Венеции, Италия; 2012 Hybridartprojects в Мандрем, Индия.

В рейтинге InArt-2018 «Топ 100 признанных авторов» — № 79, в этом же «Народном рейтинге» — № 7. В 2017 году, во время участия в московской ярмарке современного искусства Cosmoscow, был упомянут журналом Forbes как один из тех, произведение которого было куплено в первые же часы после открытия ярмарки. Издание PeopleTalk в 2018 году называет его в числе «топ-5 современных российских художников, за которыми нужно следить».

### Избранные персональные выставки
Всего принял участие более чем в 120 выставках, из них 50 персональных (в основном в Германии, Австрии, Италии, Греции, России).
- 2021 "Vivimos el mejor de los tiempos. Estamos comenzando a construir el Paraíso", Паласио-де-Сантонья, Мадрид, Испания.
- 2021 "¿Puedo alimentar a los monos de Gibraltar?", Espacio Sin Título de Cano Estudio, Мадрид, Испания.
- 2021 "Bioethische Abweichung als Grundprinzip der Paradiesgestaltung“, Johanneskirche, Дюссельдорф, Германия.
- 2020 "Paradise Engineering Is an Epiphany of New Bioethics“[21], MZKM at LAGA 2020, Камп-Линтфорт, Германия.
- 2020 "Miraculous Draught"[22], St. John the Divine, Нью-Йорк, США.
- 2020 "Durchbruch des Seins in den unbegrenzten Freiraum der Möglichkeiten"[23], Galerie Martina Kaiser, Кёльн, Германия.
- 2019 "Bioethische Funktionslust"[24], Galerie von Braunbehrens, Штуттгарт, Германия.
- 2019 "Bioethical Aberrations"[25], Städtische Galerie Sohle 1, Бергкамен, Германия.
- 2019 "Our philosophy determined by biological information processing principles"[26], Marienkirche, Ортенберг, Германия.
- 2019 "Panspermia and Cosmic Ancestry"[27], KWS and Galerie Susanne Neuerburg, Айнбекк, Германия.
- 2019 "Geschwindigkeitsbeschleunigung der Evolution“[28], Galerie Maximilian Hutz, Лустенау, Австрия.
- 2019 "Alterocentric Eudaimonia"[29], Художественная станция в церкви Святого Петра, Кёльн, Германия.
- 2019 "Urpflanze"[30], Музей Гёте, Дюссельдорф, Германия.
- 2019 "Modelle der nie dagewesenen Arten"[31], Художественный союз Падерборн, Германия.
- 2018 "Peak Experience"[32], Галерея Beck & Eggeling, Вена, Aвстрия.
- 2018 "Панспермия"[33] Anna Nova gallery, Санкт-Петербург, Россия.
- 2018 «До тех пор, пока разум безмолвствует в неподвижном мире своих надежд, всё взаимоперекликается и упорядочивается в столь желанном ему единстве. Но при первом же движении весь этот мир трещит и рушится. Познанию предлагает себя бесконечное множество мерцающих осколков.», Галерея FUTURO, Нижний Новгород.
- 2017 «The Gates of the Sun and The Land of Dreams» (Врата солнца и Страна Грёз)[34][35], Museum Schloss Benrath, Дюссельдорф, Германия.
- 2017 «The Gates of the Sun and The Land of Dreams» (Врата солнца и Страна Грёз), Beck & Eggeling Gallery[36], Дюссельдорф, Германия.
- 2017 «A Notion Of Cosmic Teleology»[37] (Понятие Космической Телеологии), Sala Santa Rita, Рим, Италия.
- 2017 «Early Earth Was Purple» (Ранняя Земля Была Лиловой), Ural Vision Gallery, Будапешт, Венгрия.
- 2016 «Iconoclasm and Bioism» (Иконоборчество и Биоизм), Julia Ritterskamp, Дюссельдорф, Германия.
- 2016 «Auratic Objects» (Объекты с Аурой), Donopoulos International Fine Arts, Салоники, Греция.
- 2016 «From Homo Faber to Homo Creator» (От Человека Делающего к Человеку Созидающему), Galerie Martina Kaiser, Кёльн, Германия.
- 2016 «Лотофагия», Anna Nova gallery, Санкт-Петербург, Россия.
- 2016 «Archaeen» (Археи), Galerie Martina Kaiser, Кёльн, Германия.
- 2016 «Bioethics» (Биоэтика), Gallery Y, Минск, Белоруссия.
- 2015 «Paradise Engineering» (Райская Инженерия), Дворец «Флора», Кёльн, Германия.
- 2015 «Hadaikum» (Катархей), Martina Kaiser Gallery, Кёльн, Германия.
- 2015 «Animism and Bioism» (Анимизм и Биоизм), Национальный музей естественной истории, София, Болгария.
- 2015 «Funiculus umbilicalis» (Пуповина), Санкт-Петри, Дортмунд, Германия.
- 2015 «Synthetic | Elysium» (Синтетика | Элизиум), Daab Verlag, Кёльн, Германия.
- 2014 «Биоизм», Музей Эрарта, Санкт-Петербург, Россия.
- 2014 «Lotuseffekt» (Эффект Лотоса), Goethe Institut, София, Болгария.
- 2013 «We love you stars. May you adore us» (Мы любим вас, звезды. Да возлюбите и вы нас), Galerie Claudia Junig, Кёльн, Германия.
- 2013 «Der ca. 20 Lichtjahre große Nebel enthält Staubsäulen, die bis zu 9,5 Lichtjahre lang sind und an deren Spitze sich neue Sterne befinden» (Туман, размером примерно в 20 световых лет содержит пылевые столбы длинной до 9,5 световых лет, на концах которых находятся новые звезды), Raum e.V., Дюссельдорф, Германия.
- 2013 «Daidaleia — the Presence of Fabulous Edifices» (Дедалия — Присутствие Прекрасных Строений), Donopoulos International Fine Arts, Салоники, Греция.
- 2012 «Sensorial Panopticum» (Сенсорный Паноптикум), Beck & Eggeling Gallery, Дюссельдорф, Германия.
- 2012 «Abiogenesis» (Абиогенез), Kunstraum d-52, Дюссельдорф, Германия.
- 2011 «Objekt als Wesen» (Объект как Существо), Kunstverein APEX, Гёттинген, Германия.
- 2011 «Bioism Involved» (Биоизм Вовлечен), Kunstgarten, Грац, Австрия.
- 2010 «The children of Daedalus» (Дети Дедала), Donopoulos International Fine Arts, Салоники, Греция.
- 2010 «Lliving Architectures» (Живая Архитектура), Beck & Eggeling Gallery совместно с Henn Gallery, Мюнхен, Германия.
- 2010 «Bioism aims to spread new and endless forms of life throughout the universe» (Биоизм стремится распространять новые и бесконечные формы жизни во и вне вселенной), ARTUNITED, Вена, Австрия.
- 2009 «Biofuturism» (Биофутуризм), Krefelder Kunstverein, Крефельд, Германия.
- 2009 «Bioism» (Биоизм), Museo di Palazzo Poggi, Болонья, Италия.
- 2008 «Objects — Drawings — Paintings» (Объекты — Рисунки — Живопись), Beck & Eggeling Gallery, Дюссельдорф, Германия.